# ROCK'A BEAT CAFE
『ROCK'A BEAT CAFE』（ロッカ・ビート・カフェ）は1993年10月21日にメルダックから発売されたMAGICの5枚目のオリジナル・アルバム。

## 概要
『天使のジェラシー〜MAGIC Best Collection』を挟んで『Speed Star』から1年ぶりにリリースされた新作は土屋昌巳がプロデュース及び共同編曲を担当。同日に本作未収録の7thシングル「マリアのように抱きしめてくれ」が発売。2017年10月4日にデジタルリマスターされ再発

## 批評
CDジャーナルは「ポップなロカビリーをやる4人組の5枚目のアルバム。トラディショナルなロカビリーではなく、現代的にポップにハジけようとする姿勢には好感が持てる。プロデュースの土屋昌巳の手腕か?」と評した。

## 収録曲
| 全作詞: 上澤津孝、全編曲: 土屋昌巳・MAGIC。 |                                |           |                    |      |
| #                                           | タイトル                       | 作詞      | 作曲               | 時間 |
| 1.                                          | 「トラブル・イン・パラダイス」 | 上澤津孝  | 山口憲一           | 2:55 |
| 2.                                          | 「17才、BREAKDOWN」            | 上澤津孝  | 山口憲一・久米浩司 | 3:03 |
| 3.                                          | 「君に Merry X'mas」           | 上澤津孝  | 山口憲一           | 3:37 |
| 4.                                          | 「Darlin' Darlin'」            | 上澤津孝  | 山口憲一           | 3:27 |
| 5.                                          | 「おまえに溺れたい」           | 上澤津孝  | 山口憲一           | 3:09 |
| 6.                                          | 「バカだぜ…ジュリア」          | 上澤津孝  | 山口憲一・久米浩司 | 4:03 |
| 7.                                          | 「ロンサム・トレイン」         | 上澤津孝  | 山口憲一           | 4:11 |
| 8.                                          | 「ロカビリー・ザ・キッド」     | 上澤津孝  | 山口憲一           | 3:10 |
| 9.                                          | 「殺したいほど I LOVE YOU」    | 上澤津孝  | 久米浩司           | 3:15 |
| 10.                                         | 「俺達の子守唄（ララバイ）」   | 上澤津孝  | 山口憲一           | 2:40 |
| 11.                                         | 「コーラの匂いとTシャツと」    | 上澤津孝  | 山口憲一・久米浩司 | 2:53 |
| 合計時間:                                   | 合計時間:                      | 合計時間: | 36:23              |      |